# مجبارة
مجبارة هي بلدية جزائرية تابعة لدائرة عين الإبل، ولاية الجلفة حيث تقع في الجنوب الشرقي للولاية على بعد 25 كلم من مقر الولاية وعن جنوب مدينة الجزائر بحوالي 325 كلم عدد سكانها 14052 نسمة حسب إحصائيات سنة 2008،

## التسمية
أصل تسمية المجبارة بهذا الاسم تعددت وتضاربت الأقوال والروايات هناك من قال اسمها اشتق نسبة إلى شجرة ضخمة كانت تدعى الجبارة بتشديد الجيم ومع الوقت أصبحت تدعى المجبارة .

## جغرافيا

### المناخ
تتميز جغرافية المنطقة بتضاريس متنوعة ونذكر على سبيل المثال :
- المنطقة الشمالية للبلدية المعلبة بارتفاعها على مستوى سطح البحر بحوالي 1200م يكتسيها مناخ شديد البرودة وشبه معتدل صيفا.
- المنطقة الجنوبية والمعروفة بمنطقة الويصال وهي عبارة على منخفض أرضي شبه صحراوي يتميز بالحرارة صيفا وشبه دافئ شتاءا .

## تاريخ

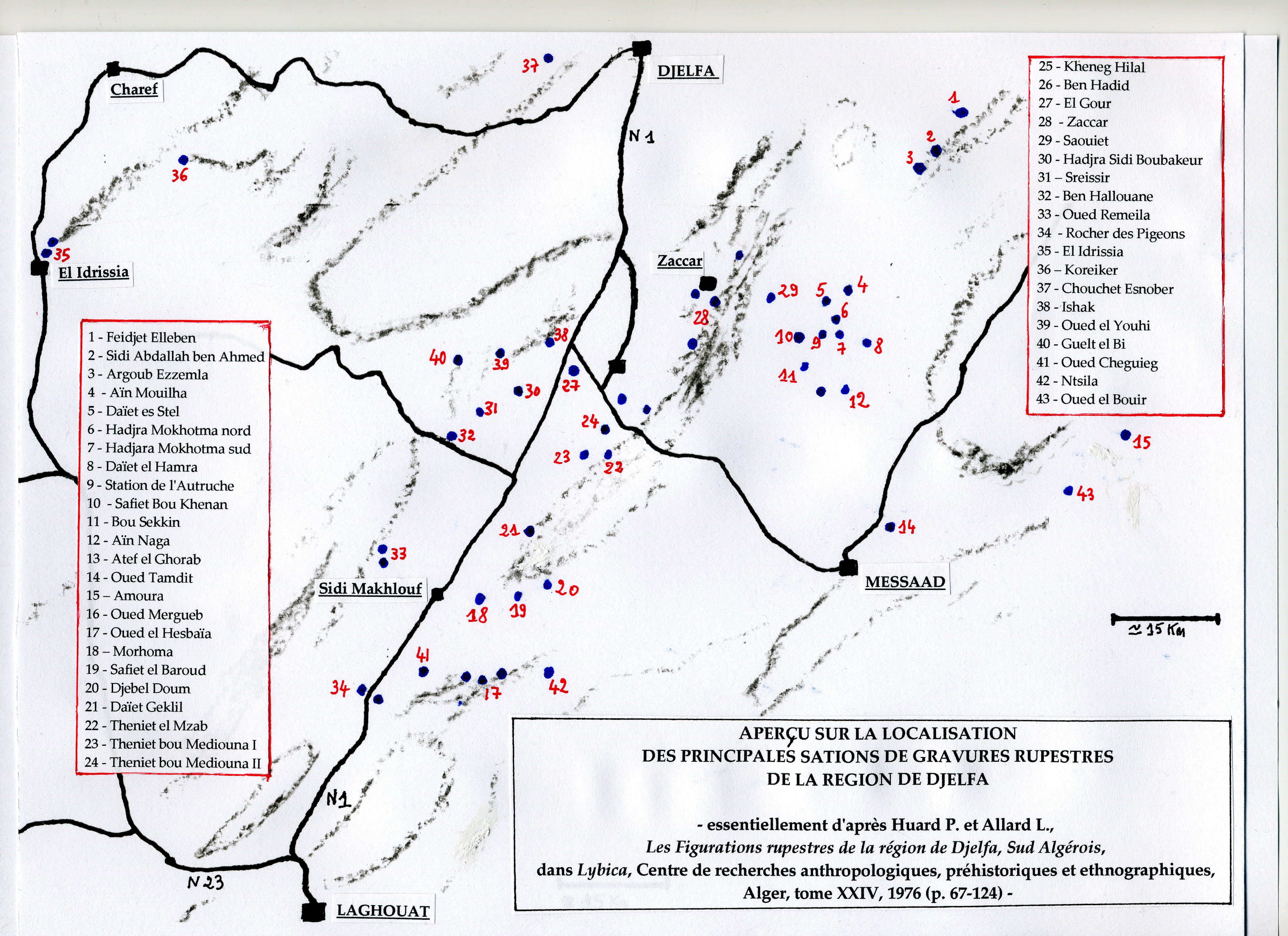
النقوش بمنطقة الجلفةالعاشقان الخجولان بالمحطة الثانية

### ماقبل التاريخ
تحتضن منطقة مجبارة اهم موقع ما قبل التاريخ بالجزائروخاصة منطقة الأطلس الصحراوي ألا وهو موقع عين الناقة إذ تعود حقبة الموقع للعصر الحجري الحديث والذي يزخر بالعديد من النقوش في واجهات صخرية ويتوزع الموقع على ثلاث محطات , ويعود الفضل لاكتشاف الموقع كل من الباحثين :
لوتيلو وقديد بلخير و الاب دوفيلاري عام 1965م  وفي عام 1967م أجرى غرينبار حفرية أخرى وقدم تأريخا للمنطقة ونشر أبحاثه في مجلة ليبيكا 
توج الموقع بالتصنيف عام 01 فيفري 1982م
يمثل الموقع متحفا طبيعيا على هواء الطلق حيث أن النقوش تدخل ضمن الفنون الصخرية والتي توضح العديد من المظاهر الإجتماعية والدينية أبرزها.
1. المشاهد التعبدية
2. مشاهد الصيد والإستئناس

### العهد العثماني
شهدت منطقة الجلفة في العهد العثماني نوع من الشد والجذب بين القبايل المحلية سواء مع دايات الجزائر او بايات التيطري التي كانت تسيطر على المنطقة وفي عام 1780م تم تشييد قصر مجبارة من قبل عرش اولاد طعبة ممثلة في شخصين هنا كبيش والخيراني وضم القصر مسجدا ومدرسة قرانية اضافة لتوفر القصر على نظام ري لسقي البساتين تعتمد على نظام التناوب ، ونظرا لموقع القصر الاستراتيجي.إلا أنه لم يكن ممرا للحجاج المغاربة حسب مؤلفات الرحالة 

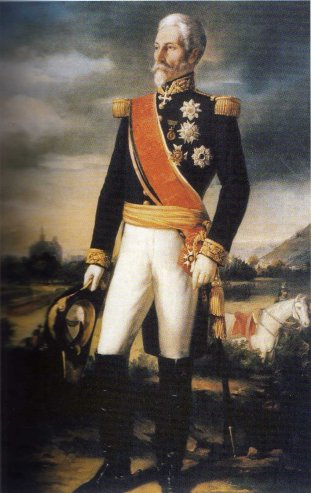
الجنرال مونج

### الإحتلال الفرنسي
عند سقوط الجزائر بين ايدي الفرنسيين برزت شخصيتان بارزتان نادتا بالجهاد هما الأمير عبد القادر واحمد باي وكانت منطقة الجلفة ضمن نطاق دولة الامير عبد القادر مما سبب الكثير من الازعاج للمستعمر الذي قاد حملة في فيبراير 1847 وغنم منهم حوالي من 100 البقر والابل وبين 3000 -4000 من الغنم كما تم هدم وتخريب القصر من قبل الجنرال مونج Guillaume Stanislas Marey-Monge
وفي عام 1854 اعيد بناء القصر من قبل قوات الاحتلال وبين فترة التخريب والبناء كانت قبائل المنطقة واولاد طعبة ضمن طلائع الثوار الذي حاربوا الرائد بلان في Théodore Pein  جبل كربطيط بنواحي مسعد عام 1853 ومعركة الوصال اكتوبر 1854 بمنطقة عين الناقة 
وشهدت المنطقة أيضا سقوط القائد الفرنسي دوبوا ڨيلبير De Bois Guilbert على يد المقاومين بمقسم الختالة إثر إندلاع إنتفاضة أولاد الإخوة عام 1854 ودفن لاحقا بإحد مقابر مسعد

### الفترة المعاصرة
بلدية مجبارة منبثقة عن التقسيم الإداري لسنة 1984 لتصبح بلدية ذات مقر  في هذه المنطقة توجد تركيبة بشرية كبيرة من الفرق المترابطة فيما بينها من ذرية أولاد سيدي محمد نائل بن عبد الله الخرشفي الشريف الحسني والأهم من ذلك العيش المشترك ووحدة المصير، بها زاوية سي محمد ربيح كمنارة للعلم من أقدم مبانيها المسجد العتيق حيث أقام به أول صلاة الجمعة الشيخ أحمد بن الشلالي بلخيري وهو من عائلة محافظة اشتهرت بحمل كتاب الله وكان مدرس القرية وتخرج على يد الشيخ أكثر من (60) طالبا حافظ لكتاب الله وكان بعضهم من النجباء الذين قرروا إيصال رسالة شيخهم، أقدم حي بها هو الحي القديم يقع على الطريق العام بين أكبر دائرتين في الولاية كل من مسعد والجلفة.

## المناطق الموجودة بها
- عطف الحاشي
- العليليقة
- راس العسالي
- عقبة البيضاء
- لمسال
- عين الدين
- السد
- البساتين القديمة
- حوض عائلة حدة
- الحاجب
- عين الميتة
- السفشة
- التوميات
- العراعر
- الويصال
- ضاية سطل
- عين الناقة
- ختالة
- ضاية عمرة
- راس اولاد لكحل

## أبواب المدينة ثلاثة
- المخرج الشمالي : مدينة الجلفة ( عاصمة الولاية )
- المخرج الجنوبي : مدينة مسعد
- المخرج الغربي : مدينة زكار

## الاقتصاد

### الفلاحة
نظرا لطبيعة الريفية للبلدية فإن سكانها يزاولون نشاطاتهم في المجال الرعوي والفلاحي وتقدر الثروة الحيوانية بحوالي 50000 رأس من المواشي وحوالي 12.055 هكتار صالحة للفلاحة، مع العلم أن المنطقة ممول رئيسي للولاية باللحوم والإنتاج الفلاحي، ونذكر منها على سبيل المثال في مجال الخضروات أن المنطقة ممول وطني للخضر منها:الجزر ويوجد أجود أصناف أنواع الفواكه وخاصة المشمش،...الخ .

## البيئة

### النباتات
حضيت مجبارة في بداية السبعينيات بمشروع مشتلة 20 أوت التي دشنها الرئيس الراحل هواري بومدين، كانت عبارة على قطب في برنامج السد الأخضر على مستوى التراب الوطني، وقد استفادت بمساحة شاسعة في هذه العملية التي تعتبر حاليا غابة صنوبرية بمنطقة المعلبة، أما نبات المنطقة نذكر منها النباتات السهبية والصحراوية منها: الحلفاء، الشيح، المثنان، لقطف، النباتات الشوكية والكثير.

## منشآت دينية

### زوايا
- زاوية المحاجبية
- زاوية الشّيخ ربيح محمّد بن المختار[10]

## تعليم
- ثانوية غبيش بن ثابت [11]
- متوسطة الشيخ بن محمود[12]

## معالم
| المعلم          | نبذة                                                                                      | صورة               |
| --------------- | ----------------------------------------------------------------------------------------- | ------------------ |
| عين الناقة      | من أقدم المواقع الأثرية بالجزائر، اكتشف بها حديثا أثر لأقدام ديناصور                      | الجاموسين العتيقين |
| زاوية المحاجبية | تأسست عام 1800م على يد بوهلال سعد واخوانه وتضم باحة وغرف عتيقة واضرحة للمؤسس وزوجته واخوه |                    |

## أعلام
- بوهلال سعد
- الشيخ أحمد بن الشلالي بلخيري

## وصلات خارجية
- بلديـة مجبارة